# الشرطة الوطنية في الإكوادور

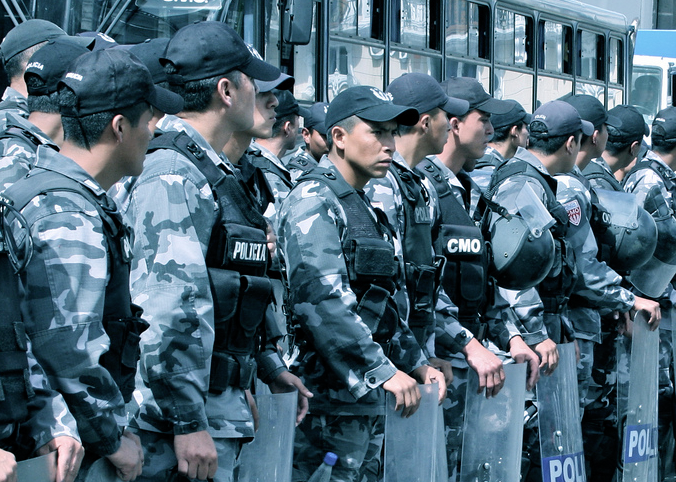
الشرطة في مطار ماريسكال سوكري الدولي في العاصمة كيتو.

الشرطة الوطنية في الإكوادور (بالإسبانية: Policía Nacional del Ecuador)‏ هي قوة الشرطة الوطنية ووكالة إنفاذ القانون المدني الرئيسية في الإكوادور. ويقودها القائد العام للشرطة وتخضع لوزارة الداخلية في الإكوادور.

## روابط خارجية
- الموقع الرسمي